# Kollafjörður (Strandasýsla)

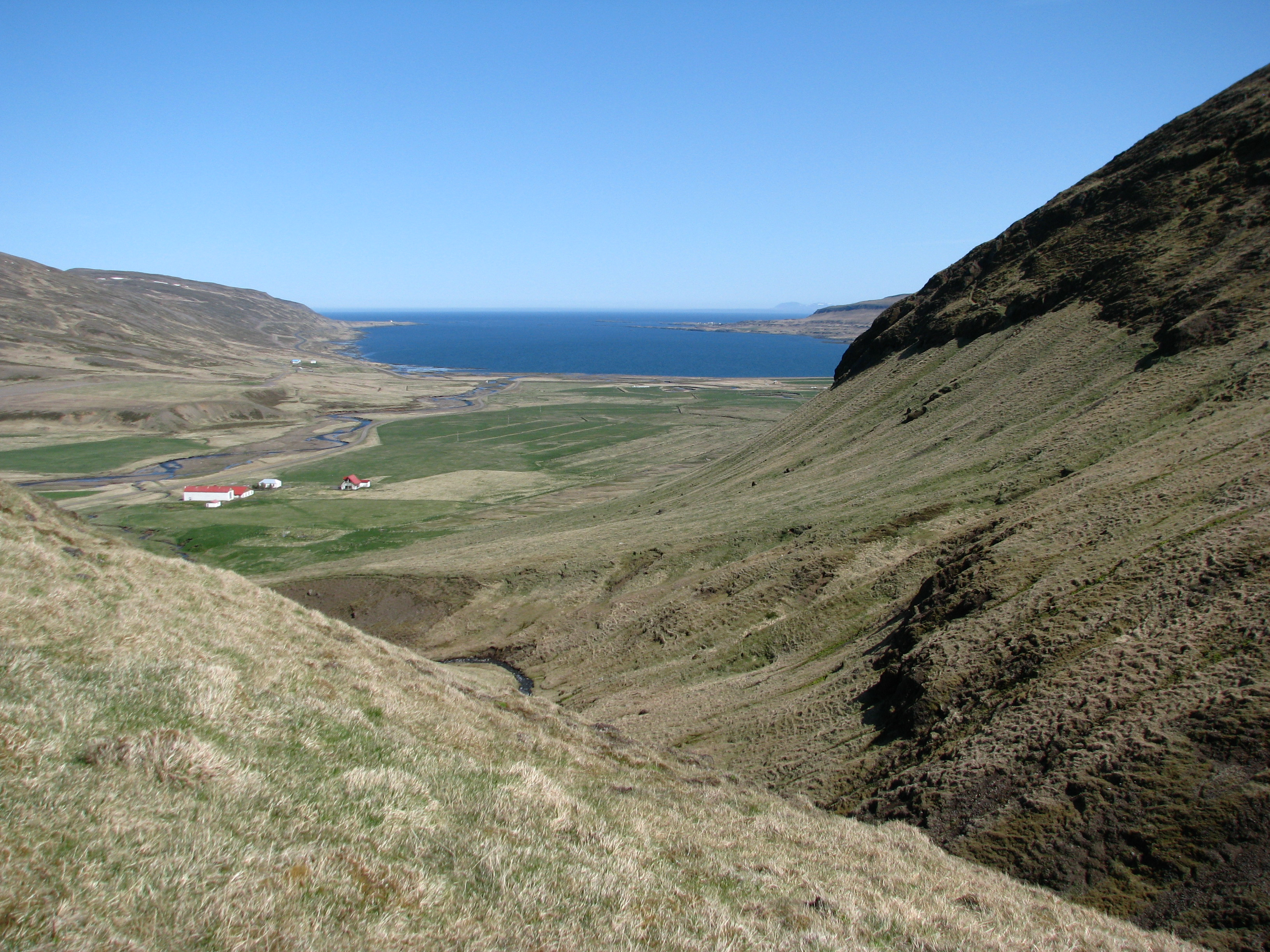
Zicht op de Kollafjörður.

Kaart van Kollafjörður en omgeving.

De Kollafjörður is een fjord in het noorden van IJsland en maakt deel uit van de grotere Húnaflói. De fjord ligt in het district Strandir. De dichtstbijzijnde fjord aan de zuidzijde is de Bitrufjörður en aan de noordzijde begint de Steingrímsfjörður. Aan de basis van de fjord ligt de Húsadalur en in dit dalletje ligt het watervalletje Svartifoss.
Volgens het Landnámabók is de fjord door een zeker Kolli in bezit genomen en hij woonde destijds bij de huidige boerderij Fell waar tot 1909 ook een kerkje heeft gestaan.

## Andere Kollafjörðurs
In IJsland zijn er nog twee andere fjorden die Kollafjörður heten. Ten noorden van Reykjavik ligt de ene Kollafjörður en de andere grenst aan de noordzijde van de Breiðafjörður. 